# Chapelle Sainte-Colombe de Saint-Gilles
La chapelle Sainte-Colombe est une chapelle située à Saint Gilles en  Camargue, dans le département français du département du Gard.

## Histoire
La chapelle est inscrite au titre des monuments historiques, depuis le 6 décembre 1949.